# Municipio de Spring (Dakota del Sur)
El municipio de Spring (en inglés: Spring Township) es un municipio ubicado en el condado de Spink en el estado estadounidense de Dakota del Sur. En el año 2020 tenía una población de 39 habitantes y una densidad poblacional de 0,42 personas por km².

## Geografía
El municipio de Spring se encuentra ubicado en las coordenadas 44°56′11″N 98°2′37″O / 44.93639, -98.04361. Según la Oficina del Censo de los Estados Unidos, el municipio tiene una superficie total de 92.6 km², de la cual 92,6 km² corresponden a tierra firme y (0 %) 0 km² es agua.

## Demografía
Según el censo de 2010, había 32 personas residiendo en el municipio de Spring. La densidad de población era de 0,35 hab./km². De los 32 habitantes, el municipio de Spring estaba compuesto por el 100 % blancos. Del total de la población el 0 % eran hispanos o latinos de cualquier raza.